# Turns Red EP
『Turns Red EP』は日本のインストゥルメンタル・ロックバンド、LITEの2枚目のミニ・アルバムである。
レコーディングにはJawboxのJ・ロビンズをエンジニアに迎え制作。
自主レーベル”I want the moon”よりリリース。

## 収録曲
01. The Sun Sank
02. Tomato
03. Vermilion